# Aydın (provins)

Karta över Turkiet med Aydın markerat.

Aydın är en provins i den sydvästra delen av Turkiet. Den har totalt 950 757 invånare (2000) och en areal på 7 922 km². Provinshuvudstad är Aydın.